# Lubomíra
Lubomíra je ženské křestní jméno slovanského původu s významem „milující mír“ neboli „mírumilovná“. Podle českého kalendáře má svátek 23. srpna. Domácí oslovení je  Luba, Lubka, Lubinka, Luboška nebo Mirka. Mužským ekvivalentem je Lubomír. Podobným jménem je Lubomila.

## Varianty
- v polštině: Lubomira
- ve slovenštině: Ľubomíra
- ve slovinštině: Ljubomira

## Osobnosti
- Ľubomíra Balážová, slovenská běžkyně na lyžích
- Ľubomíra Kaminská, slovenská archeoložka a univerzitní pedagožka
- Lubomíra Kropáčková (1918–2016), moravská učitelka a kronikářka města Slavkova
- Ľubomíra Kurhajcová, slovenská profesionální tenistka